# Олимпијски парк у Пекингу
The Olympic Green (кинески језик: 奥林匹克森林公园; lit. 'Olympic Forest Park') је олимпијски парк у Чаојангу, Пекинг, Кина. Три главна објекта су Национални стадион (Птичје гнездо), Водена коцка и Национални стадион у затвореном. 
Olympic Green је првобитно конструисан за Олимпијске игре 2008. и Параолимпијске игре 2008. Од тада, улице око парка се користе за егзибициону уличну трку ФИА ГТ1 Светског првенства 2011. године, након трке на Голденпорт Парк Цирцуит-у у близини. Поново је служио као олимпијски парк када је Пекинг био домаћин Зимских олимпијских игара 2022. и Зимских параолимпијских игара 2022.

## Најзначајније локације

### Национални стадион у Пекингу
Национални стадион у Пекингу, такође познат и као „Птичје гнездо“, је здање на коме су се одржале церемоније отварања и затварања Олимпијских игара 2008. године као и многа такмичења за вријеме Игара.

### Национални центар за водене спортове у Пекингу
је један од објеката у коме су одржане Олимпијске игре у Пекингу. Изградња је почела 24. децембра 2003. године. Ова грађевина је позната и под именом Водена коцка или скраћено [H2O]3. Налази се у непосредној близини Националног стадиона у Пекингу.